# Communauté de communes Cœur de Chartreuse
La communauté de communes Cœur de Chartreuse (CCCC) est une communauté de communes française, située dans les départements de l'Isère et de la Savoie et la région Auvergne-Rhône-Alpes. Son siège est situé à Entre-Deux-Guiers (Isère).

## Géographie
La communauté de communes Cœur de Chartreuse se situe comme son nom l'indique dans le Massif de la Chartreuse, au cœur du Parc naturel régional de la Chartreuse entre les départements de l'Isère et de la Savoie. Son altitude varie entre 310 mètres à Miribel-les-Échelles et 2 079 mètres sur la commune de Saint-Pierre-de-Chartreuse.

## Histoire
La communauté de communes Cœur de Chartreuse est née le 1er janvier 2014 de la fusion de trois EPCI : Communauté de communes Chartreuse Guiers, Communauté de communes du Mont Beauvoir et Communauté de communes de la Vallée des Entremonts. Elle regroupe à sa création dix-sept communes et 16 542 hab (2011).

## Composition
La communauté de communes est composée des 17 communes suivantes :

| Nom                         | Code Insee | Gentilé           | Superficie (km2) | Population (dernière pop. légale) | Densité (hab./km2) |
| --------------------------- | ---------- | ----------------- | ---------------- | --------------------------------- | ------------------ |
| Entre-deux-Guiers (siège)   | 38155      | Guiérois          | 10,55            | 1 897 (2022)                      | 180                |
| La Bauche                   | 73033      | Bauchois          | 6,58             | 541 (2022)                        | 82                 |
| Corbel                      | 73092      | Corbelins         | 10,31            | 155 (2022)                        | 15                 |
| Les Échelles                | 73105      | Échellois         | 3,75             | 1 270 (2022)                      | 339                |
| Entremont-le-Vieux          | 73107      | Entremondants     | 33,01            | 646 (2022)                        | 20                 |
| Miribel-les-Échelles        | 38236      | Miribelains       | 29,34            | 1 740 (2022)                      | 59                 |
| Saint-Christophe            | 73229      | Saint-Christolins | 11,01            | 538 (2022)                        | 49                 |
| Saint-Christophe-sur-Guiers | 38376      | Saint-Christolins | 23,54            | 836 (2022)                        | 36                 |
| Saint-Franc                 | 73233      | Sanfrognots       | 7,25             | 155 (2022)                        | 21                 |
| Saint-Jean-de-Couz          | 73246      | Saint-Jeannais    | 7,71             | 303 (2022)                        | 39                 |
| Saint-Joseph-de-Rivière     | 38405      | Rivièrois         | 17,39            | 1 243 (2022)                      | 71                 |
| Saint-Laurent-du-Pont       | 38412      | Laurentinois      | 35,25            | 4 502 (2022)                      | 128                |
| Saint-Pierre-d'Entremont    | 73274      | Samperreins       | 18,36            | 404 (2022)                        | 22                 |
| Saint-Pierre-d'Entremont    | 38446      | Samperreins       | 32,31            | 576 (2022)                        | 18                 |
| Saint-Pierre-de-Chartreuse  | 38442      | Chartroussins     | 80,12            | 935 (2022)                        | 12                 |
| Saint-Pierre-de-Genebroz    | 73275      | Saint-Pierrots    | 6,14             | 327 (2022)                        | 53                 |
| Saint-Thibaud-de-Couz       | 73282      | Coudans           | 24,17            | 1 097 (2022)                      | 45                 |

## Administration

### Statut
Le regroupement de communes a dès sa création pris la forme d’une communauté de communes. L’intercommunalité est enregistrée au répertoire des entreprises sous le code SIREN 200 040 111. Son activité est enregistrée sous le code APE 8411Z

### Présidents
| Période                                  | Période         | Identité       | Étiquette | Qualité                                                                          |
| ---------------------------------------- | --------------- | -------------- | --------- | -------------------------------------------------------------------------------- |
| 24 avril 2014                            | 15 juillet 2020 | Denis Séjourné | SE        | Maire de Entre-Deux-Guiers (2008-2014) Conseiller municipal de Entre-Deux-Guiers |
| 16 juillet 2020                          | 28 octobre 2020 | Cédric Vial    | LR        | Maire des Échelles Conseiller régional                                           |
| 28 octobre 2020                          | En cours        | Anne Lenfant   | SE        | Maire de Entremont-le-Vieux                                                      |
| Les données manquantes sont à compléter. |                 |                |           |                                                                                  |

### Conseil communautaire
À la suite de la réforme des collectivités territoriales de 2013, les conseillers communautaires dans les communes de plus de 1000 habitants sont élus au suffrage universel direct en même temps que les conseillers municipaux. Dans les communes de moins de 1000 habitants, les conseillers communautaires seront désignés parmi le conseil municipal élu dans l'ordre du tableau des conseillers municipaux en commençant par le maire puis les adjoints et enfin les conseillers municipaux. Les règles de composition des conseils communautaires ayant changé, celui-ci comptera à partir de mars 2014 quarante conseillers communautaires qui sont répartis selon la démographie :
| Nombre de conseillers | Communes |
| --------------------- | --- |
| 5                     | Saint-Laurent-du-Pont |
| 3                     | Entre-Deux-Guiers, Les Échelles, Miribel-les-Échelles |
| 2                     | Corbel, Entremont-le-Vieux, La Bauche, Saint-Christophe, Saint-Christophe-sur-Guiers, Saint-Jean-de-Couz, Saint-Joseph-de-Rivière, Saint-Franc, Saint-Pierre-de-Chartreuse, Saint-Pierre-d'Entremont (Isère), Saint-Pierre-d'Entremont (Savoie), Saint-Pierre-de-Genebroz et Saint-Thibaud-de-Couz |

### Bureau
Le conseil communautaire élit un président et des vice-présidents. Ces derniers, avec d'autres membres du conseil communautaire, constituent le bureau. Le conseil communautaire délègue une partie de ses compétences au bureau et au président.

### Compétences

#### Les compétences obligatoires
Aménagement de l’espace communautaire : élaboration et mise en œuvre d’un schéma de cohérence territoriale
Développement économique
- En matière d’industrie, d’artisanat, de commerce et d’activités tertiaires
- En matière d’agriculture
- En matière de forêt et de filière bois
- En matière de tourisme

#### Les compétences optionnelles
Environnement et cadre de vie
- En matière de protection et de mise en valeur de l’environnement
  - Déchets
  - Assainissement non collectif

- En matière de logement et de cadre de vie
  - Habitat et logement
  - Patrimoine

Aménagement de l’espace : 
- Construction, d’aménagement, d’entretien et de fonctionnement d’équipements sportifs et culturels
- Transports et déplacements

Enfance et jeunesse

#### Les compétences facultatives
- Soutien technique et financier aux activités et événements sportifs et culturels d’intérêt communautaire,
- Aménagement, gestion et entretien de la station-service à Saint-Pierre d’Entremont (Savoie),
- Réseaux et services locaux de communications électroniques au sens de l’article L. 1425-1 du Code général des collectivités territoriales

### Sources
- Site officiel